# Adolphe Crespin

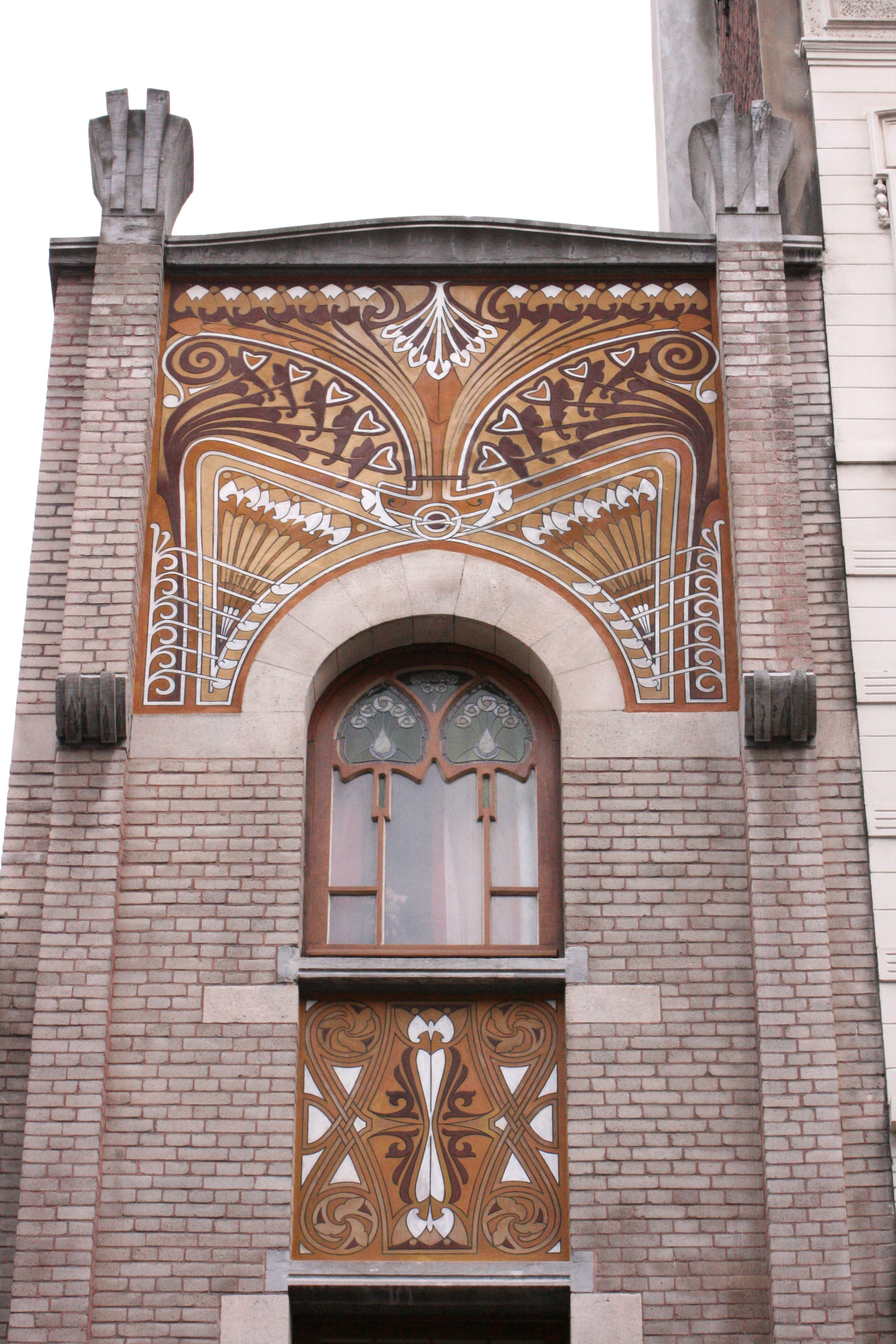
Sgraffito van Adolphe Crespin, 6-8 Rue de Nancy in Brussel

Adolphe Crespin (1859-1944) was een Belgische kunstschilder, decorateur en afficheontwerper van de Belgische periode van de art nouveau. Hij was voornamelijk actief in Brussel: hij was een van de grote meesters van de art-nouveau-sgraffito samen met Paul Cauchie, Privat Livemont en Gabriel Van Dievoet. 
Adolphe Crespin werd opgeleid aan de Academie voor Schone Kunsten in Sint-Joost-ten-Node, waar hij Privat Livemont, Paul Saintenoy en Leon Govaerts ontmoette, daarna naar de School voor Decoratieve Kunsten van de Koninklijke Academie voor Schone Straatkunst van de Zuid. Hij was een vroege voorstander van japonisme in België. 
Hij was de leraar van de schilder Henri Evenepoel aan de Koninklijke Academie voor Schone Kunsten in Brussel. Evenepoel vervaardigde het portret van Madame Crespin. In de school voor het tekenen en industrie in Schaarbeek had Crespin als collega de architect Paul Hankar, die hem assisteerde.

## Sgraffito werk van Crespin
- 1893: "Huis Hankar", Defacqzstraat 71: 'Matin', 'Jour', 'Soir' en 'Nuit'
- Decoratie van het Instituut voor Fysiologie in het Leopoldpark (architect Jules Jacques Van Ysendijck ; momenteel Jacqmain Hogeschool Auditorium)
- Decoratie van de Sint-Martinuskerk van Everberg (architect Hendrik Beyaert)
- 1894: "Huizen Jaspar", Stenen-Kruisstraat 76, 78 en 80 (architect Paul Hankar)
- 1894: "Huizen Hanssens", Ducpétiauxlaan 13 en 15 (architect Paul Hankar)
- 1897 "Huis Albert Ciamberlani", Defacqzstraat 48 (architect Paul Hankar), sgraffito, ontworpen door de schilder Albert Ciamberlani gemaakt door Crespin
- 1897: friezen van de "kamer etnografie", ontworpen door Paul Hankar voor de "Expositie van Congo" in Tervuren
- 1897: fotografische studio gelegen Parmastraat 26 (architect Fernand Symons)
- 1898: "Huis Aglave", Antoine Bréartstraat 7 (architect Paul Hankar)
- 1899: interieur van de oude "Underwear Niguet", Koningsstraat 13 (architect Paul Hankar)
- 1900: "Workshop Cortvriendt", rue de Nancy 6-8 (architect Léon Sneyers)
- 1900: "Huis Seeldrayers", Morisstraat 52 (architect Fritz Seeldrayers)
- 1900: huis Generaal Pattonstraat 25 (architect Gregory Leblicq )
- 1902: interieur van de "Solvay Bibliotheek" (architecten Constant Bosmans en Henri Vandeveld)
- 1904-1908: Kleuterschool nr. 4 Locquenghienstraat 16 (architect Fernand Symons) (sgraffito van Privat Livemont of Adolphe Crespin?)
- 1904 : 1904: Morisstraat, huizen gelegen 56, 58 en 60 (architecten Fritz Seeldraeyers en Auguste Evrard)
- 1909: sgraffito fries van de overdekte binnenplaats van de oude meisjesdorpsschool Koekelberg (architect Henry Jacobs)